# Srebreno
Srebreno – wieś w Chorwacji, w żupanii dubrownicko-neretwiańskiej, siedziba gminy Župa dubrovačka. W 2011 roku liczyła 428 mieszkańców.

## Charakterystyka
Jest położona 10 km na południowy wschód od Dubrownika.
Miejscowa gospodarka oparta jest na rolnictwie, rybołówstwie i turystyce.
Pierwsze wzmianki o miejscowości pochodzą z 1294 roku. Jej poprzednia nazwa to Srebrno.